# Fabolous
John David Jackson (* 18. listopad 1977, Brooklyn, New York), známější jako Fabolous, je americký rapper. Prodal přes tři miliony alb.[zdroj⁠?!]

## Dětství
John D. Jackson se narodil v newyorské čtvrti Bedford-Stuyvesant, Brooklyn. Je afroamerickým a dominikánským míšencem. S rapováním začal na střední škole. Díky příležitosti od DJ Clue mohl zarapovat v rádiu HOT 97, což mu přineslo kontrakt s Desert Storm Records.

## Hudební kariéra
V roce 2001 vydal své první album nazvané Ghetto Fabolous, které se stalo platinovým a bylo doposud jeho nejprodávanějším albem. Platinové bylo i jeho další album v roce 2003 pojmenované Street Dreams, to zaznamenalo úspěch i ve Velké Británii.
Další dvě alba Real Talk (2004) a From Nothin' to Somethin'  (2007) se staly zlatými. Navíc album From Nothin' to Somethin' , které jako jeho první vyšlo u Def Jamu konečně dosáhlo na vrchol Rapové a Hip Hop/R&B hitparády Billboard.
Následující album Loso's Way (2009) dosáhlo prvního místa i v hitparádě Billboard 200. K albu vyšlo i DVD se stejnojmenným krátkým filmem, ve kterém Fabolous hraje hlavní roli.
V prosinci 2014 oznámil, že 25. prosince 2014 vydá digitální album s názvem The Young OG Project. Z alba byl současně zveřejněn singl "Lituation". Mělo by se jednat o jeho poslední projekt u labelu Def Jam, jelikož se nově upsal u společnosti Roc Nation. Alba The Young OG Project se v první týden prodalo 66 000 kusů, tím debutovalo na 12. příčce US žebříčku.
V listopadu 2015 vydal mixtape Summertime Shootout a oznámil, že dne 25. 12. 2015 vydá digitální album The Young OG Project 2. Termín však nebyl dodržen.

## Diskografie

### Studiová alba
| Rok  | Album | Nejvyšší umístění v hitparádě | Nejvyšší umístění v hitparádě | Nejvyšší umístění v hitparádě | Nejvyšší umístění v hitparádě | Ocenění                    |
| Rok  | Album | US 200                        | US Hip-Hop                    | US Rap                        | UK                            | Ocenění                    |
| ---- | --- | ----------------------------- | ----------------------------- | ----------------------------- | ----------------------------- | -------------------------- |
| 2001 | Ghetto Fabolous - Vydáno: 11. září 2001 - Vydavatel: Desert Storm, Elektra                                              | 4                             | 2                             | -                             | -                             | US: platinové              |
| 2003 | Street Dreams - Vydáno: 4. března 2003 - Vydavatel: Desert Storm, Elektra                                               | 3                             | 3                             | -                             | 51                            | US: platinové UK: stříbrné |
| 2004 | Real Talk - Vydáno: 9. listopadu 2004 - Vydavatel: Desert Storm, Atlantic                                               | 6                             | 2                             | 2                             | 66                            | US: zlaté                  |
| 2007 | From Nothin' to Somethin' - Vydáno: 12. června 2007 - Vydavatel: Desert Storm, Def Jam                                  | 2                             | 1                             | 1                             | 89                            | US: zlaté                  |
| 2009 | Loso's Way - Vydáno: 28. července 2009 - Vydavatel: Desert Storm, Def Jam                                               | 1                             | 1                             | 1                             | 125                           | US: /                      |
| 2014 | The Young OG Project - Vydáno: 25. prosince 2014 - Vydavatel: Desert Storm, Def Jam                                     | 12                            | 3                             | 3                             | —                             | US: /                      |
| 2017 | Friday on Elm Street (s Jadakiss) - Vydáno: 24. listopadu 2017 - Vydavatel: Street Family, Roc Nation, D-Block, Def Jam | 10                            | 3                             | 3                             | —                             | US: /                      |
| 2019 | Summertime Shootout 3: Coldest Summer Ever - Vydáno: 29. listopadu 2019 - Vydavatel: Street Family, Def Jam, Roc Nation | 7                             | 3                             | 3                             | —                             | US: /                      |

### EP
- 2010 - There Is No Competition 2: The Grieving Music

### Mixtapy
- 2003 - More Street Dreams, pt. 2: The Mixtape
- 2006 - Loso's Way: Rise to Power
- 2008 - There Is No Competition
- 2010 - There Is No Competition 2: The Funeral Service
- 2011 - The S.O.U.L. Tape
- 2011 - There Is No Competition 3: Death Comes in 3's
- 2012 - The S.O.U.L. Tape 2
- 2013 - The S.O.U.L. Tape 3
- 2015 - Friday Night Freestyles
- 2015 - Summertime Shootout
- 2016 – Summertime Shootout 2: The Level Up

### Úspěšné singly
Singly v žebříčku Billboard Hot 100:
- 2001 - „Can't Deny It“ (ft. Nate Dogg)
- 2001 - „Young'n (Holla Back)“
- 2002 - „Trade It All, pt. 2“ (ft. Jagged Edge & P. Diddy)
- 2003 - „Can't Let You Go“ (ft. Lil' Mo & Mike Shorey)
- 2003 - „Into You“ (ft. Tamia)
- 2004 - „Breathe“
- 2005 - „Baby“ (ft. Mike Shorey)
- 2007 - „Diamonds“ (ft. Young Jeezy)
- 2007 - „Make Me Better“ (ft. Ne-Yo)
- 2007 - „Baby Don't Go“ (ft. T-Pain & Jermaine Dupri)
- 2009 - „Throw It in the Bag“ (ft. The-Dream)
- 2010 - „You Be Killin' Em“
- 2013 - „Ready“ (ft. Chris Brown)